# Ley de Defensa Nacional
La Ley Orgánica 5/2005, de 17 de noviembre, de la Defensa Nacional, comúnmente conocida como Ley de Defensa Nacional es una ley española que establece el sistema de defensa nacional del Reino de España y establece las bases de la organización militar conforme a los principios establecidos en la Constitución.
La norma, impulsada por el gobierno socialista de José Luis Rodríguez Zapatero, fue aprobada por las Cortes Generales con los votos a favor del Partido Socialista, Esquerra Republicana, Izquierda Unida, Coalición Canaria y Convergència i Unió, 135 votos en contra del Partido Popular, y 11 abstenciones del Bloque Nacionalista Galego, PNV, EA y Nafarroa Bai.

## Estructura
La Ley de Defensa Nacional se estructura en seis títulos, treinta y un artículos y cuatro disposiciones.
- En el Título preliminar se establecen los objetivos que tiene la ley así como la finalidad que tiene la política de defensa del país.
- El Título I detalla los órganos competentes del Estado en materia de defensa nacional, así como sus atribuciones dentro del sistema de defensa nacional.
- El Título II establece la organización militar, dirigida por el órgano superior civil del Gobierno en materia de defensa.
- El Título III se centra en las Fuerzas Armadas y las misiones nacionales e internacionales que estas pueden llevar a cabo para la defensa nacional, así como su control parlamentario.
- El Título IV regula el comportamiento del personal militar al servicio del Estado.
- El Título V incluye en la defensa nacional a diversos órganos e instituciones del Estado que sin ser parte de la esfera militar contribuyen a la defensa del país.

En las cuatro disposiciones finales se encuentra una disposición derogatoria que deroga todas las leyes que se opongan a esta y, en concreto la Ley Orgánica por la que se regulan los Criterios Básicos de la Defensa Nacional y la Organización Militar de 1980 y la Ley Orgánica del Servicio Militar de 1991 y tres disposiciones que facultan al Gobierno y al ministro de Defensa para aprobar disposiciones que desarrollen la ley, establecen el carácter de ley ordinaria del Título III y de diversos artículos y daban un plazo al Gobierno para remitir al Congreso un proyecto de ley reguladora de los derechos fundamentales de los militares profesionales, que debía incluir la creación del Observatorio de la Vida Militar. Es último mandato fue completado en 2011 con la aprobación de la Ley Orgánica de derechos y deberes de los miembros de las Fuerzas Armadas de España.

## Contenido

### Título preliminar
El título preliminar de la ley establece el objetivo de esta, siendo este regular la defensa nacional y establecer la organización militar del país.
Además, la Ley de Defensa Nacional establece la finalidad de la política de defensa, siendo esta «la protección del conjunto de la sociedad española, de su Constitución, de los valores superiores, principios e instituciones que en ésta se consagran, del Estado social y democrático de derecho, del pleno ejercicio de los derechos y libertades, y de la garantía, independencia e integridad territorial de España. Asimismo, tiene por objetivo contribuir a la preservación de la paz y seguridad internacionales, en el marco de los compromisos contraídos por el Reino de España.»

### Título I
El título I establece como órganos competentes para la defensa nacional:
- La Corona, correspondiendo al titular de esta el mando supremo de las Fuerzas Armadas, conferir los empleos militares, sancionar las leyes, manifestar el consentimiento del Reino para obligarse internacionalmente por medio de tratados así como declarar la guerra y hacer la paz.
- Las Cortes Generales, encargadas de otorgar las autorizaciones previas para prestar el consentimiento del Estado a obligarse por medio de los tratados y convenios internacionales, especialmente para tratados de carácter militar, aprobar las leyes relativas a la defensa y los créditos presupuestarios correspondientes, debatir las líneas generales de la política de defensa, controlar la acción del Gobierno en materia de defensa y autorizar al monarca a declarar la guerra o a hacer la paz. En particular, al Congreso de los Diputados le corresponde autorizar, con carácter previo, la participación de las Fuerzas Armadas en misiones fuera del territorio nacional.
- El Gobierno de la Nación, al ser el órgano competente para determinar la política de defensa y asegurar su ejecución, así como dirigir la Administración militar y acordar la participación de las Fuerzas Armadas en misiones fuera del territorio nacional.
- El Presidente del Gobierno, quien dirige la política de defensa y determina de sus objetivos, la gestión de las situaciones de crisis que afecten a la defensa y la dirección estratégica de las operaciones militares en caso de uso de la fuerza. En este sentido, corresponde al presidente ordenar, coordinar y dirigir el uso de las Fuerzas Armadas; formular la Directiva de Defensa Nacional, en la que se establecerán las líneas generales de la política de defensa y las directrices para su desarrollo; definir y aprobar los grandes objetivos y planteamientos estratégicos, así como formular las directivas para las negociaciones exteriores que afecten a la política de defensa; determinar la aplicación de los objetivos y las líneas básicas de actuación de las Fuerzas Armadas, tanto en el ámbito nacional como en el de la participación en las organizaciones internacionales de las que España forma parte y ordenar las misiones de las Fuerzas Armadas.
- El Ministro de Defensa, como máximo responsable del desarrollo y ejecución de la política de defensa. En concreto, el ministro asiste al presidente del Gobierno en la dirección estratégica de las operaciones militares; dirige la actuación de las Fuerzas Armadas bajo la autoridad del presidente, determina y ejecuta la política militar y dirige, como miembro del Gobierno, la Administración militar y desarrolla las directrices y disposiciones reglamentarias que adopte el Consejo de Ministros.
- El Consejo de Defensa Nacional, como órgano colegiado, coordinador, asesor y consultivo del presidente del Gobierno en materia de defensa.

### Título II
El título II de la ley establece la organización militar de España, encabezada por el Ministerio de Defensa, el máximo órgano civil de la Administración General del Estado al que corresponde la preparación, el desarrollo y la ejecución de la política de defensa determinada por el Gobierno, la obtención y gestión de los recursos humanos y materiales para ello, así como la realización de cuantos cometidos sean necesarios para el cumplimiento de las misiones que se asignen a las Fuerzas Armadas, con arreglo a lo dispuesto en la presente Ley. Es el Ministerio de Defensa donde se integran las Fuerzas Armadas.
A las Fuerzas Armadas la ley les otorga una posición fundamental en la defensa nacional y las considera, a diferencia de la legislación anterior, una única entidad que actúa coordinadamente en cada una de sus tres ramas: Ejército de Tierra, Ejército del Aire y del Espacio y Armada, junto con los cuerpos comunes y la Unidad Militar de Emergencias.
La organización es divida en dos vertientes, una orgánica con el objetivo de preparar la fuerza y una operativa, dependiente de la anterior, con el objetivo de emplear la fuerza. Para conseguir la citada coordinación, la ley prevé la desaparición todos aquellos órganos duplicados que cada rama posee con una función similar y la creación de órganos comunes para todos los ejércitos.
En lo alto de la cúpula militar se encuentra el jefe de Estado Mayor de la Defensa con un Estado Mayor de la Defensa como máximo órgano auxiliar de mando y apoyo, formado por el Cuartel General, dentro del cual destaca el Estado Mayor Conjunto de la Defensa y su jefe, el Mando de Operaciones, el Centro de Inteligencia de las Fuerzas Armadas y el Mando Conjunto del Ciberespacio, además de otros órganos secundarios. Como máximo oficial militar, le corresponde la coordinación de los jefes de Estado Mayor del Ejército de Tierra, de la Armada y del Ejército del Aire y del Espacio, a quienes orienta en la preparación de la Fuerza, con el objeto de asegurar la eficacia operativa de las Fuerzas Armadas.
Tras esto se encuentra la verdadera estructura orgánica de las Fuerzas Armadas, formadas por las tres ramas militares y dirigidas cada una de ellas por su jefe de Estado Mayor, que ejerce el mando de su rama por delegación del ministro de Defensa. Cada una de las ramas posee un Cuartel General formado por todos los órganos de asistencia a los jefes de Estado Mayor, la Fuerza entendida como el conjunto de medios humanos y materiales que se agrupan y organizan con el cometido principal de prepararse para la realización de operaciones militares y el Apoyo a la Fuerza, entendido como el conjunto de órganos responsables de la dirección, gestión, administración y control de los recursos humanos, materiales y financieros, asignados a cada uno de los Ejércitos.
Este título finaliza estableciendo que todos los órganos militares están sometidos a la jurisdicción militar, la cual a su vez se integra en el Poder Judicial.

### Título III
Este título atribuye a las Fuerzas Armadas, tal y como dice la Constitución, la misión de garantizar la soberanía e independencia de España, defender su integridad territorial y el ordenamiento constitucional. Además, también les otorga la misión de garantizar la seguridad y defensa de países aliados a los que les deba tal servicio en virtud de tratado internacional, asegurar el mantenimiento de la paz, la estabilidad y la ayuda humanitaria y preservar la seguridad y bienestar de los ciudadanos en los supuestos de grave riesgo, catástrofe, calamidad u otras necesidades públicas. Asimismo, llevan a cabo misiones de evacuación de los residentes españoles en el extranjero, cuando circunstancias de inestabilidad en un país pongan en grave riesgo su vida o sus intereses.
La ley describe una lista detallada de misiones nacionales e internacionales que le pueden ser conferidas a las Fuerzas Armadas, abarcando estas desde la mera vigilancia marítima, aérea y terrestre a colaborar en misiones internacionales humanitarias y de mantenimiento de la paz, asistir a las fuerzas y cuerpos de seguridad del Estado en la lucha contra el terrorismo o asistir a las diferentes Administraciones Públicas en situaciones excepcionales.
La norma otorga al Gobierno de la Nación la potestad de establecer y comandar las misiones internacionales que considere necesarias para el interés nacional o la defensa de España, aunque necesita de autorización de la cámara baja de las Cortes Generales para autorizar misiones en el exterior que no tengan relación directa con los dos supuestos mencionados. También prevé la situación de excepcionalidad en la que no haya tiempo de solicitar autorización, en la cual se tramitará por la vía de urgencia o bien, si tampoco fuere posible, se deberá comunicar la decisión ya tomada cuanto antes fuere posible. Asimismo, la norma obliga al Gobierno a informar anualmente al Congreso de los Diputados sobre el desarrollo de las operaciones militares en el exterior.
Estas misiones en el exterior no relacionadas directamente con el interés nacional o la defensa de España solo podrán ser ordenadas cumplidas tres condiciones:
1. Que se realicen por petición expresa del Gobierno de la Nación en cuyo territorio se desarrollen o estén autorizadas en Resoluciones del Consejo de Seguridad de las Naciones Unidas o acordadas, en su caso, por organizaciones internacionales de las que España forme parte, particularmente la Unión Europea o la Organización del Tratado del Atlántico Norte, en el marco de sus respectivas competencias.
2. Que cumplan con los fines defensivos, humanitarios, de estabilización o de mantenimiento y preservación de la paz, previstos y ordenados por las mencionadas organizaciones.
3. Que sean conformes con la Carta de las Naciones Unidas y que no contradigan o vulneren los principios del derecho internacional convencional que España ha incorporado a su ordenamiento.[3]

### Título IV
El título IV es un título vació de contenido, pues establece dos mandatos normativos, uno a las Cortes Generales y otro al Gobierno. A las Cortes les manda la redacción de una ley que establezca las reglas esenciales que definan el comportamiento de los militares, en especial la disciplina, la jerarquía, los límites de la obediencia, así como el ejercicio del mando militar, y al Gobierno la promulgación de un Real Decreto que desarrolle estas reglas.
Estos mandatos fueron completados en 2007 con la aprobación de la Ley de la Carrera Militar y en 2009 con la aprobación de las Reales Ordenanzas de las Fuerzas Armadas.

### Título V
Este último título prevé una serie de recursos no militares que el Gobierno establecerá y que será coordinado en caso de conflicto armado y durante la vigencia del estado de sitio por el Consejo de Defensa Nacional. Los recursos a los que hace referencia la ley son:
- La Guardia Civil, que es un instituto armado de naturaleza militar, dependiente del ministro del Interior en el desempeño de las funciones que se le atribuyen por la Ley de Fuerzas y Cuerpos de Seguridad, y del ministro de Defensa en el cumplimiento de las misiones de carácter militar que se le encomienden.
- El Centro Nacional de Inteligencia, que contribuye a la obtención, evaluación e interpretación de la información necesaria para prevenir y evitar riesgos o amenazas que afecten a la independencia e integridad de España, a los intereses nacionales y a la estabilidad del Estado de Derecho y sus instituciones.
- El Cuerpo Nacional de Policía, en los supuestos de conflicto bélico y durante la vigencia del estado de sitio, será coordinado por el Consejo de Defensa Nacional, dependiendo del ministro del Interior con el alcance que determine el presidente del Gobierno.
- Protección Civil, que en supuestos de conflicto bélico y durante la vigencia del estado de sitio pasa a ser coordinado por el Consejo de Defensa Nacional.
- Otros recursos, que abarcarían recursos humanos tales reservistas voluntarios y los ciudadanos españoles —pues constitucionalmente tienen el derecho y el deber de defender al país— y los recursos materiales que se pudieran necesitar.

Este título finaliza con la posibilidad de establecer zonas de interés para la defensa, donde se pueden establecer instalaciones civiles y militares de interés militar. En estas zonas, la ley prevé limitar los derechos sobre los bienes propiedad de nacionales y extranjeros situados en ellas. Asimismo, prevé que el Ministerio de Defensa y el resto de poderes públicos promuevan «el desarrollo de la cultura de defensa con la finalidad de que la sociedad española conozca, valore y se identifique con su historia y con el esfuerzo solidario y efectivo mediante el que las Fuerzas Armadas salvaguardan los intereses nacionales».